# Патуљаста торбарска летећа веверица
Патуљаста торбарска летећа веверица (Acrobates pygmaeus), такође позната као мали клизајући опосум, мали торбар, летећи торбар и летећи миш, је врста торбара чији је дом источна Аустралија. То је најмањи клизећи сисар на свету.
Другу врсту, ширококрилну торбарску веверицу ((Acrobates (Dromicia) frontalis, Де Вис 1887), признају неки аутори на основу необјављених генетских студија и загонетних морфолошких разлика у карактеристикама прстију и репа. Због тога, предлаже се да Acrobates pygmaeus узме заједнички назив 'клизач са уским прстима'.

## Опис
Са само 6,5 - 8 cm дужине главе и тела и тежином око 12 г, ова клизајућа веверица је величине само малог миша и најмањи је клизајући сисар на свету. Крзно је мекано и свиленкасто, једнолично је сивкастосмеђе боје по горњем делу тела, а са доње стране бело. Око очију се налазе прстенови тамног крзна, ринаријум је без длаке и дубоко расцепљен, а уши су умерено велике и заобљене. Такође има необично велики број длака бркова, које извиру из њушке и образа, и из основе сваког уха.
Као и други сисари који клизе, ова веверица има патагијум (летну кожицу) који се протеже између предњих и задњих ногу. Достижући само лактове и колена, мањи је од патагијума код клизајућих петауридних опосума, иако присуство рубова дугих длака повећава његову ефективну површину. Реп је отприлике исте дужине као и глава и тело заједно, овалног попречног пресека, само благо нагнутог и има врло кратко крзно, осим два изразита низа дугих, крутих длака са обе стране. Ово репу даје изглед пера или двостраног чешља. Стражње шапе имају повећане, супротне прве прсте, којима за разлику од свих осталих прстију на предњим и задњим стопалима недостају канџе.
Језик је дуг и танак, достиже чак 11 мм, и има бројне дуге папиле које му дају изглед четке. Ово побољшава способност животиње да сакупља полен и конзумира полутечну храну. Структура ува је такође необична, јер животиња поседује јединствени коштани диск са уским прорезом у облику полумесеца непосредно испред бубне опне. Функција ове кости није јасна, али може деловати као Хелмхолцов резонатор и појачати осетљивост на одређене фреквенције звука. Забележено је да је мозак тежак 360 мг.
Женка има две вагине, које се спајају у један синус пре него што се заједно са ректумом отворе у клоаку. Торбица се отвара према напред, као што је уобичајено код дипротодонтних торбара, и садржи четири дојке.

## Распрострањеност и станиште
Патуљасте торбарске летеће веверице се налазе на источној обали континенталне Аустралије, од северног Квинсленда до Викторије и крајњег југоисточног дела Јужне Аустралије. Нема препознатих подврста. Насељавају широк спектар типова шума широм региона, од нивоа мора до најмање 1 200 м. Фосили који припадају роду Acrobates идентификовани су из наслага у Квинсленду од пре 0,5 милиона година, током касног плеистоцена.

## Понашање и биологија
Патуљасте торбарске летеће веверице су сваштоједи, хране се нектаром, поленом и зглавкарима, попут мољаца, мрава и термита. Они су арбореални и иако се повремено спуштају на земљу да би набавили храну, проводе чак 87% свог времена на преко 15 м изнад земље, посебно на стаблима еукалиптуса. Они су ноћу активни, проводе дан одмарајући се у гнездима у шупљинама дрвећа, обложеним лишћем или исецканом кором. Они су друштвене животиње, а до пет може делити једно гнездо, посебно током сезоне парења.
Они су врло вешти пењачи, способни да се прилепе за глатка дебла дрвећа еукалиптуса. У експериментима су чак показали да се могу попети на вертикалне стаклене плоче, што је резултат комбинације финих кожних гребена и зноја који им омогућавају да стопала функционишу као усисне чаше. Кретање кроз дрвеће потпомаже њихова способност клизања; способни су да клизе чак 28 м, и обично то раде три до пет пута сваког сата током ноћи.
Не хибернирају као такве, али су способне да уђу у стање смањене физичке активности (торпор) током хладног времена у било које доба године. Торпор може трајати неколико дана, а за то време телесна температура животиње може пасти на чак 2 °C и потрошња кисеоника на само 1% од нормалне. Тада се увијају у куглу, омотавају реп око себе и пресавијају уши, и често се скупљају заједно са још четири јединке како би смањиле губитак топлоте и сачувале енергију.
Сезона парења траје од јула до јануара у Викторији, а може бити и дуже северније. Женке обично рађају два легла до четири младунца у сезони и могу се поново парити убрзо након рођења првог легла. Друго легло тада улази у ембрионалну дијапаузу, а не рађа док прво легло не заврши сисање млека за око 105 дана. Вишеструко очинство је уобичајено, чак и унутар легла, јер су женке сексуално промискуитетне. Младунци остају у торби првих 65 дана живота а максимални животни век им је око пет година.

## У заробљеништву
Нови зоолошки врт у Познању у Пољској био је први европски зоолошки врт који је 1999. године узгајао ове сисаре (њихове животиње потичу из сиднејског зоолошког врта Таронга). Неки од јединки рођених у Познању послати су у друге европске зоолошке вртове, што значи да је целокупна европска популација у заробљеништву познањског порекла. Аустралијски зоолошки врт Таронга био је први зоолошки врт који је у заточеништву узгајао ове торбаре.

## У култури
Патуљаста торбарска летећа веверица налазила се на полеђини аустралијске кованице од 1 цента до 1991. године када је апоен од 1 цента престао да постоји.